# Бизе, Жорж
Жорж Бизе́ (фр. Georges Bizet; 25 октября 1838[…], rue Louise-Émilie-de-La-Tour-d'Auvergne, Париж, Июльская монархия — 3 июня 1875[…], Буживаль[…]; по документам полное имя Алекса́ндр Сеза́р Леопо́льд Бизе́, фр. Alexandre-César-Léopold Bizet) — французский композитор периода романтизма, автор оркестровых произведений, романсов, фортепианных пьес, а также опер, самой известной из которых стала «Кармен».

## Биография
Жорж Бизе родился 25 октября 1838 года в Париже в семье учителя пения Адольфа Армана Бизе. Был зарегистрирован под именем Александр-Сезар-Леопольд Бизе, но при крещении получил имя Жорж, под которым и был известен в дальнейшем. Первоначально занимался музыкой с матерью Анной Леопольдиной Эмэ (урожд. Дельсарт). 9 октября 1848 года Бизе был зачислен в Парижскую консерваторию, в фортепианный класс Антуана Мармонтеля.  Занимался контрапунктом и фугой с П. Циммерманом (по рекомендации Мармонтеля), а также с замещающим его Ш. Гуно (впоследствии другом Бизе).
Уже во время учёбы в консерватории (1848—1857) Бизе пробовал себя в качестве композитора. В этот период он блестяще овладел композиторской техникой и исполнительским мастерством. Ференц Лист, услышавший в исполнении Бизе свою фортепианную музыку, воскликнул: «Бог мой! Я считал, что это может исполнить один человек — я. Но оказывается, нас двое!»
В 1857 году он разделил с Шарлем Лекоком Римскую премию на конкурсе, организованном Жаком Оффенбахом, за оперетту «Доктор Миракль». В том же году Бизе представил на конкурс кантату «Кловис и Клотильда», за которую также получил Римскую премию, что позволило ему прожить в Риме в течение трёх лет, сочиняя музыку и занимаясь своим образованием. Отчётным произведением (написание которого было обязательным для всех лауреатов Римской премии) стала опера «Дон Прокопио». Опера была неизвестна публике до 1895 года, когда композитор Ш. Малерб опубликовал описание «Дона Прокопио», найденного им в архиве умершего директора консерватории Обера. В 1906 году в редакции Малерба (с написанными им речитативами) первая опера Бизе была поставлена в театре Монте-Карло.
За исключением проведённого в Риме периода, Бизе прожил всю свою жизнь в Париже. После пребывания в Риме он вернулся в Париж, где посвятил себя написанию музыки. В 1863 году он написал оперу «Искатели жемчуга». Гектор Берлиоз в статье, посвященной премьере оперы, подчёркивает, что Бизе не только композитор, но и редкого дарования пианист. Музыкальный писатель сожалел, что Бизе не концертирует, и отмечал его феноменальную способность чтения с листа неизвестных ему произведений любой трудности. О таланте Бизе как пианиста-виртуоза писал в своих воспоминаниях и его учитель, профессор и преподаватель Парижской консерватории по классу фортепиано Антуан Мармонтель:
Он владел исключительным искусством нюансировать силу звука, сообщать ему особую певучесть то осторожным, то интенсивным нажимом пальцев. Законченный виртуоз, он умел с разной рельефностью оттенять мелодию, смягчая и окутывая её гармониями прозрачного сопровождения, вуалированная или подчеркнутая ритмика которого подчинялась свободной фразировке мелодии. Невозможно было сопротивляться покоряющей прелести его пленительного, нежного и чёткого туше.
В этот же период он написал «Пертскую красавицу» (1867), произведение для фортепиано «Детские игры» (1870), музыку к пьесе Альфонса Доде «Арлезианка» (1872). Премьера «Арлезианки» состоялась 11 октября 1872 года; ни пьеса, ни музыка успеха у публики не имели. Композитор сделал из музыки к «Арлезианке» концертную сюиту. В 1878 году П. И. Чайковский писал Н. Ф. фон Мекк: «Кстати о свежести в музыке, рекомендую Вам оркестровую сюиту покойного Bizet „L’Arlesienne“. Это в своем роде шедевр». Вторая сюита на музыки к спектаклю («Пастораль», «Интермеццо», «Менуэт», «Фарандола») была составлена Гиро уже после смерти Бизе.
В 1867 году журнал «Revue Nationale et Etrangère» предложил Бизе постоянное сотрудничество в качестве музыкального обозревателя, статьи Бизе выходят под псевдонимом Гастона де Бетси. Также он написал романтическую оперу «Джамиле» (1870), обычно рассматриваемую, как предшественницу «Кармен», и симфонию C-dur. Сам Бизе забыл о ней, и о симфонии не вспоминали до 1935 года, когда она была обнаружена в библиотеке консерватории. Симфония замечательна своим стилистическим сходством с музыкой Франца Шуберта, которая в тот период почти не была известна в Париже, за исключением, быть может, нескольких песен.
3 июня 1869 года Жорж Бизе сочетался браком с Женевьевой Алеви, двоюродной сестрой Людовика Галеви — создателя музыкального жанра «оперетта». В 1872 году у Жоржа и Женевьевы родился их единственный сын Жак, который в последующем был близким другом Марселя Пруста.
В 1874—1875 годах композитор работал над оперой «Кармен». Летом 1874 года, в Буживале, композитор заканчивает оперу, оркестровка партитуры заняла всего два месяца. Премьера оперы состоялась в парижском театре «Опера-Комик» 3 марта 1875 года и завершилась провалом. После премьеры Бизе был убеждён, что работа не удалась. Он умер от сердечного приступа спустя всего три месяца, не зная, что «Кармен» окажется вершиной его успеха и навсегда войдёт в число наиболее узнаваемых и популярных классических произведений мира. П. И. Чайковский, который был большим поклонником этой оперы, писал:
...Но вот является француз (которого смело назову гениальным), у которого все эти пикантности и пряности не результат выдуманности, а льются свободным потоком, льстят слуху и в то же время трогают и волнуют. Он как бы говорит: «…вы не хотите ничего величавого, грандиозного и сильного, вы хотите хорошенького, вот вам и хорошенькое, joli. Bizet — художник, отдающий дань испорченности вкусов своего века, но согретый истинным, неподдельным чувством и вдохновением.
25 октября 1891 года в «Опере-Комик» состоялся 500-й спектакль «Кармен» 24 декабря 1904 года — тысячный. Габриель Форе писал в газете «Фигаро» в этот же день по поводу юбилейного представления оперы:
...что новелла Мериме, перенесённая на сцену зала Фавар, могла в 1875 г. изумить и ошеломить завсегдатаев этого театра, что она могла показаться мало соответствующей традициям Комической оперы, это понятно. Но необъяснимо, как музыка Бизе, полная света, красочности, искреннего чувства и очарования, не покорила публику с первого же появления; как могли не взволновать эту публику её драматизм, её патетика и огромная сила страсти.
К столетию со дня рождения Бизе в 1938 году опера прошла в «Опере-Комик» 2276 раз.

### Смерть

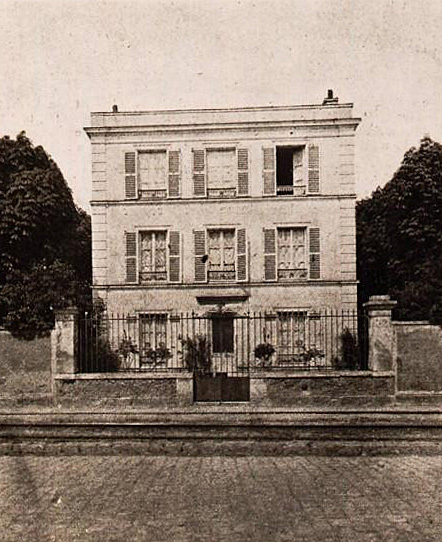
Дом Бизе в Буживале (1900)

В мае 1875 года Жорж Бизе вместе с женой, сыном и служанкой отправился в Буживаль. 30 мая после купания в реке композитор слёг в постель с приступом ревматизма, сопровождавшимся лихорадкой, болями и онемением конечностей. Затем Бизе перенёс сердечный приступ.
3 июня 1875 года Жорж Бизе умер после повторного сердечного приступа на 37-м году жизни. Другая версия причины смерти композитора, озвученная другом композитора Антони де Шуданом, — самоубийство, так как Шудан якобы видел на шее Бизе след от резаной раны. После временного погребения на кладбище Монмартр прах Бизе был перенесён на кладбище Пер-Лашез.
За свои 36 лет жизни он не успел создать собственной музыкальной школы и не имел каких-либо явных учеников или последователей. Преждевременная смерть Бизе в самом начале расцвета его зрелого творчества оценивается как значительная и невосполнимая потеря для мировой классической музыки.

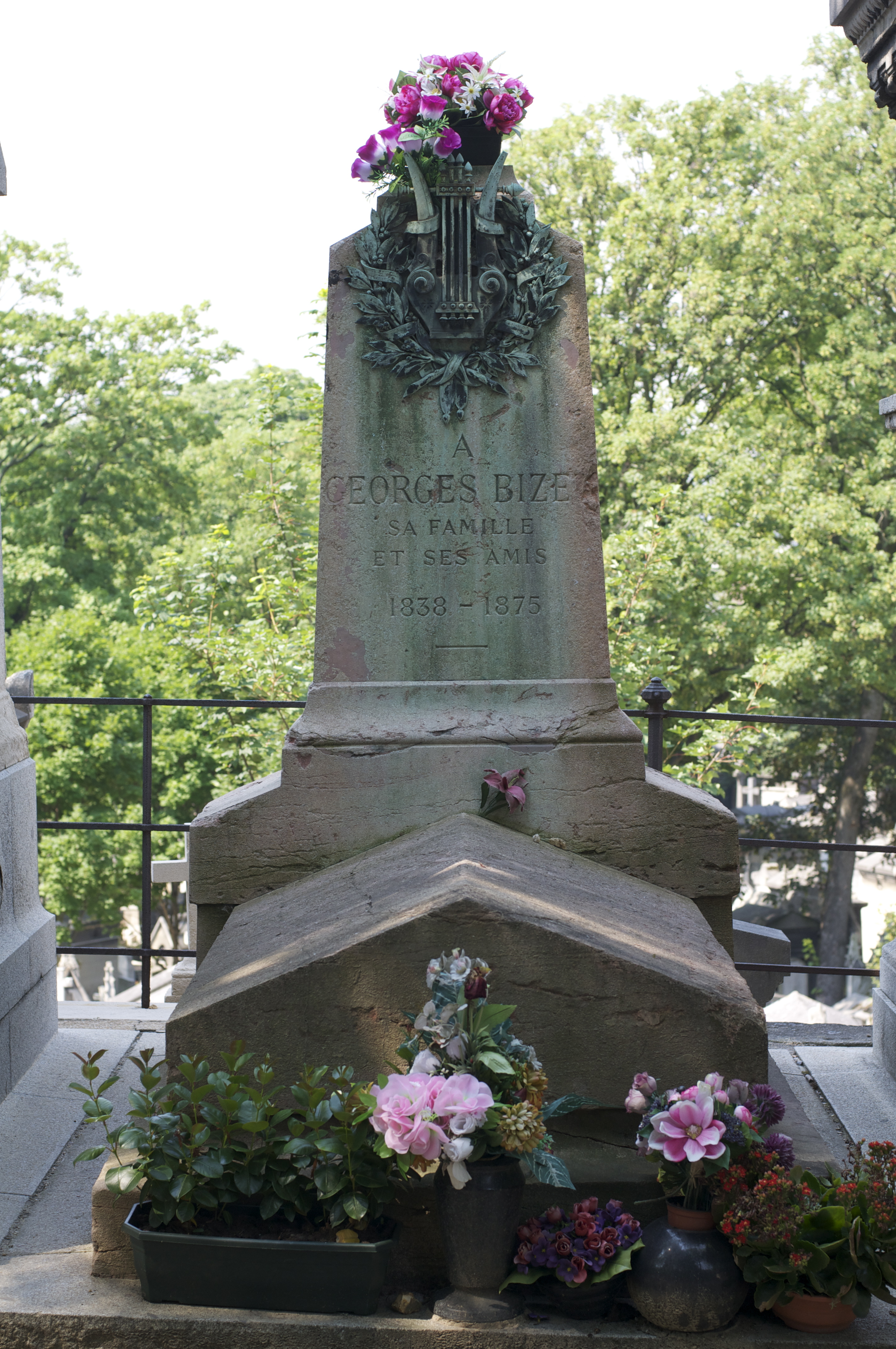
Могила Ж. Бизе на кладбище Пер-Лашез

## Память
- Муниципальная консерватория (фр. Conservatoire municipal du 20e Georges Bizet) в XX округе Парижа носит его имя.
- В его честь названа площадь в Андерлехте (Брюссельская агломерация).

## Творчество

### Оперы
- «Дом доктора» (La maison du docteur, комическая опера, написана до 1856)
- «Дон Прокопио» (Don Procopio, опера-буффа, на итальянском языке, 1858—1859, поставлена 1906, Монте-Карло), существует также в оркестровке Леонида Фейгина
- «Любовь-художница» (фр. L’Amour peintre, либретто Бизе, по Ж. Б. Мольеру, 1860, не окончена, не опубликована)
- «Гузла Эмира» (La guzla de l'émir, комическая опера, 1861—1862)
- «Искатели жемчуга» (фр. Les Pecheurs de perles, 1862—1863, поставлена 1863, «Театр лирик», Париж
- «Иван IV» (Ivan IV, 1862—5, поставлена в 1951 году в Grand Théâtre de Bordeaux)
- «Никола Фламель» (1866, фрагменты)
- «Пертская красавица» (фр. La Jolie fille du Perth, 1866, поставлена 1867, «Театр лирик», Париж)
- «Кубок Фульского короля» (фр. La Coupe du roi de Thule, 1868, фрагменты)
- «Кларисса Гарлоу» (комическая опера, 1870—1871, фрагменты)
- «Каландарь» (комическая опера, 1870),
- «Гризельда» (комическая опера, 1870—1871, не окончена)
- «Джамиле» (комическая опера, 1871, поставлена 1872, театр «Опера комик», Париж)
- «Дон Родриго» (1873, не окончена)
- «Кармен» (драматическая опера, 1873—1874, поставлена 1875, театр «Опера комик», Париж; речитативы написаны Э. Гиро, после смерти Бизе, для постановки в Вене, 1875)

### Оперетты
- «Доктор Миракль» (1856 или 1857, поставлена 1857, театр «Буфф-Паризьен», Париж)
- Мальбрук в поход собрался (Malbrough s’en va-t-en guerre, 1867, театр «Атеней», Париж; Бизе принадлежит 1-е действие, другие 3 действия — И. Э. Легуи, Э. Жонасу, Л. Делибу)
- Соль-си-ре-пиф-пан (1872, театр «Шато-д’о», Париж)

### Кантаты
- Ангел и Товия (L’Ange et Tobia, около 1855—1857)
- Элоиза де Монфор (1855—1857)
- Очарованный рыцарь (Le Chevalier enchanté, 1855—1857)
- Эрминия (1855—1857)
- Возвращение Виргинии (Le Retour de Virginie, около 1855—1857)
- Давид (1856)
- Кловис и Клотильда (1857)
- Песня веку (Carmen seculaire, по Горацию, 1860)
- Женитьба Прометея (Les Noces de Prométhée, 1867) Мемориальная доска на доме Бизе в Буживале

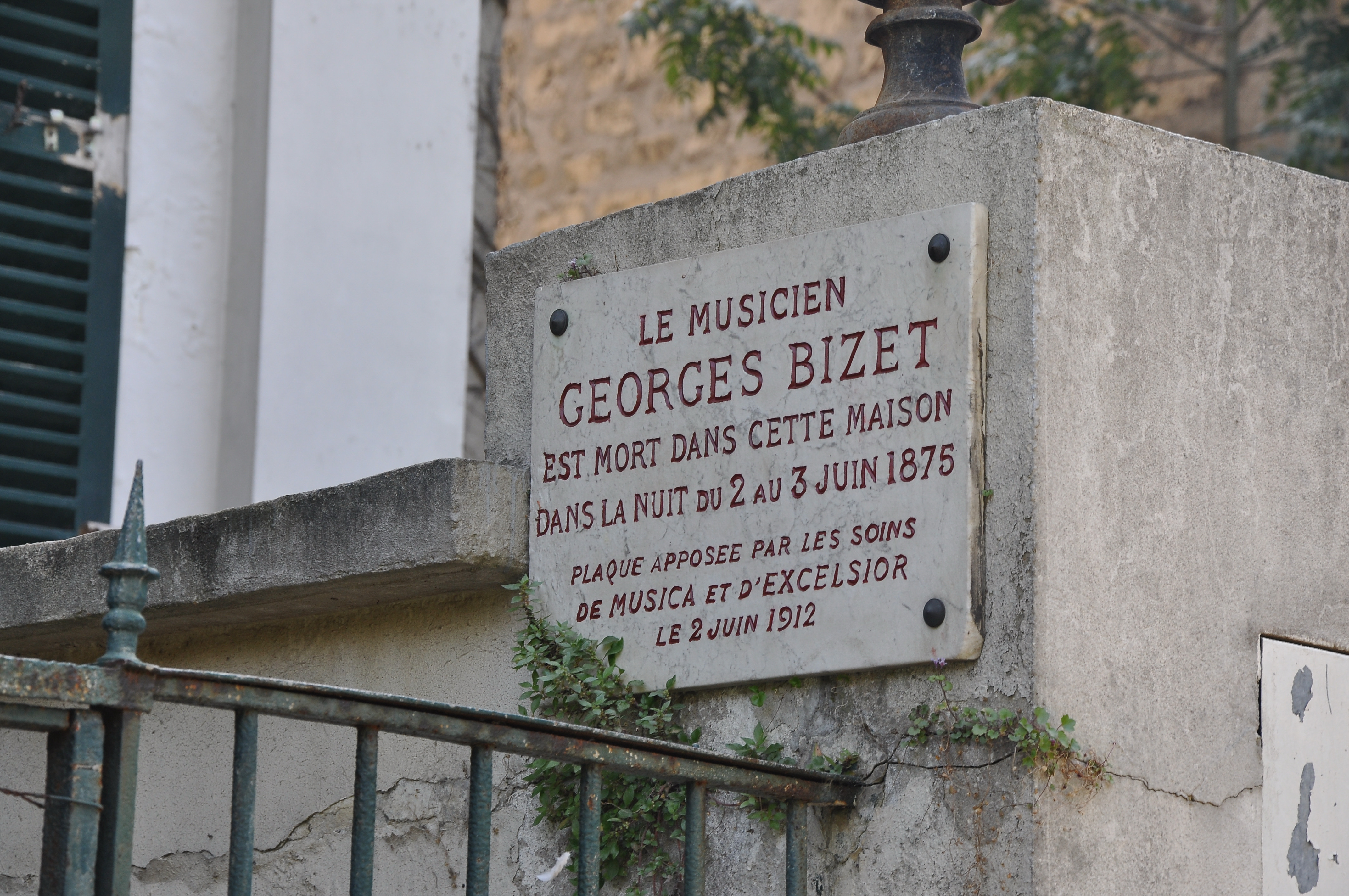
Мемориальная доска на доме Бизе в Буживале

### Оды-симфонии
- Улисс и Цирцея (по Гомеру, 1859)
- Васко да Гама (1859—1860)

### Оратория
- Женевьева Парижская (1874—1875)

### Произведения для хора и оркестра (или фортепиано)
- Хор студентов (Choeur d’etudiants, мужской хор, до 1855)
- Вальс (C-dur, 1855)
- Те Deum (для солистов, хора и оркестра, 1858)
- Залив Байя (Le Golfe de Bahia, для сопрано или тенора, хора и фортепиано, около 1865; музыка использована в опере «Иван Грозный», имеется переработка для фортепиано)
- Ave Maria (для хора и оркестра, слова Ш. Гранмужена, после 1867)
- Песня прялки (La Chanson du Rouet, для солиста, хора и фортепиано, после 1867) и др.

### Для хора без сопровождения
- Святой Иоанн из Патмоса (Saint-Jean de Pathmos, для мужского хора, слова В. Гюго, 1866)

### Произведения для оркестра
- Симфонии (№ 1, C-dur, Юношеская, 1855, партитура опубликована и исполнена 1935; № 2, 1859, уничтожена Бизе)
- Рим (C-dur, 1871, первоначально — Воспоминания о Риме, 1866—1868, исполнена 1869)
- Увертюры, в том числе Родина (Patrie, 1873, исполнена 1874)
- Сюиты, в том числе Маленькая сюита (Petite suite, из фортепианных дуэтов Игры детей, 1871, исполнена 1872), сюиты из Арлезианки (№ 1, 1872; № 2, составил Э. Гиро, 1885)

### Произведения для фортепиано соло
- Большой концертный вальс (E-dur, 1854)
- Фантастическая охота (Chasse fantastique, 1865)
- Реинские песни (Chant du Rhin, цикл из 6 песен, 1865)
- Концертные хроматические вариации (1868)

### Фортепианные дуэты
- Игры детей (Jeux d’enfants, 12 пьес для 2 фортепиано, 1871)

### Произведения для голоса и фортепиано
- В том числе циклы песен Листки из альбома (Feuilles d’album, 6 песен, 1866)
- Пиренейские песни (Chants dee Pyrenees, 6 народных песен, 1867)

### Музыка к драматическому спектаклю
- Арлезианка (драма А. Доде, 1872, театр «Водевиль», Париж)